# Pata
Pata là một đô thị hạng 4 ở tỉnh Sulu, Philippines. Theo điều tra dân số năm 2000, đô thị này có dân số 11.791 người trong 2.048 hộ.

## Các đơn vị hành chính
Pata được chia thành 14 barangay.
- Andalan
- Daungdong
- Kamawi
- Kanjarang
- Kayawan (Pob.)
- Kiput
- Likud
- Luuk-tulay
- Niog-niog
- Patian
- Pisak-pisak
- Saimbangon
- Sangkap
- Timuddas